# خودت را بیان کن (ترانه مدونا)
«خودتو نشون بده» (به انگلیسی: Express Yourself) تک‌آهنگی از هنرمند اهل ایالات متحده آمریکا مدونا است که در سال ۱۹۸۹ میلادی منتشر شد.